# Subregió de Hatay
La subregió de Hatay (TR63) és una de les 26 subregions estadístiques de Turquia.

## Regions de tercer grau (províncies)
- Província de Hatay (TR631)
- Província de Kahramanmaraş (TR632)
- Província d'Osmaniye (TR633)